# Шестакова, Мария Александровна (Герой Социалистического Труда)
Мари́я Алекса́ндровна Шестако́ва (урождённая Мари́я Алекса́ндровна Гу́щина; 14 марта 1916, Смоленская губерния — 14 января 2010, Михайловская Слобода, Московская область) — доярка колхоза имени Ворошилова Раменского района Московской области. Герой Социалистического Труда (1949).

## Биография
Мария Гущина родилась 14 апреля 1916 года в крестьянской семье в селе Тишаково (ныне Тёмкинский район Смоленской области).
Окончила начальную школу. Батрачила, затем работала в колхозе. После того, как она вышла замуж, в 1938 году переехала в Раменское (Московская область) и поступила на прядильно-ткацкий комбинат «Красное знамя» на должность банкоброшницы.
С февраля 1940 года по сентябрь 1959 года работала дояркой колхоза имени Ворошилова Раменского района, также работала в колхозе «Коммунар». Отмечается, что М. А. Гущина продемонстрировала «образцы трудовой доблести, высокий профессионализм и мастерство, использование научных достижений и передового опыта». От каждой из восьми коров, выделенных ей в 1948 году, Мария получила по 5631 кг молока.
Указом Президиума Верховного Совета СССР в 1950 году Гущине Марие Александровне было присвоено звание Героя Социалистического Труда с вручением ордена Ленина и золотой медали «Серп и Молот» за выдающиеся успехи в развитии животноводства.
С 1959 по 1968 год трудилась в полеводстве. В 1968 году Мария Александровна Шестакова (в последующем браке) вышла на пенсию, однако продолжила работать в овощеводческом цехе колхоза вплоть до 1979 года.
С 1979 года М. А. Шестакова находилась на пенсии, персональный пенсионер союзного значения. Проживала в деревне Вертячево Раменского района Московской области.
Скончалась 14 января 2010 года. Похоронена на Старом кладбище в деревне Михайловская Слобода Раменского района.

## Награды
- Герой Социалистического Труда — указом Президиума Верховного Совета СССР в 1950 году;
- Орден Ленина, медаль «Серп и Молот» (1950).